# Eximia
Eximia är ett släkte av skalbaggar. Eximia ingår i familjen långhorningar.
Kladogram enligt Catalogue of Life:
| Eximia | \| \| Eximia colorata \| \| \| \| \| \| Eximia finitima \| \| \| \| \| \| Eximia sinuaticolle \| \| \| \| |
|        | \| \| Eximia colorata \| \| \| \| \| \| Eximia finitima \| \| \| \| \| \| Eximia sinuaticolle \| \| \| \| |
|        | Eximia colorata                                                                                           |
|        | |
|        | Eximia finitima                                                                                           |
|        | |
|        | Eximia sinuaticolle                                                                                       |
|        | |